# Rangecourt
Rangecourt ist eine französische Gemeinde mit 62 Einwohnern (Stand 1. Januar 2022) im Département Haute-Marne in der Region Grand Est; sie gehört zum Arrondissement Chaumont.

## Geografie
Rangecourt liegt in der Landschaft Bassigny in einem Seitental der oberen Maas, rund 27 Kilometer ostsüdöstlich der Stadt Chaumont.

## Geschichte
Die Mechanisierung der Landwirtschaft führte zu einer starken Abwanderung im späten 19. Jahrhundert und im 20. Jahrhundert. Rangecourt war Teil der Bailliage de Chaumont innerhalb der königlichen Provinz Champagne. Der Ort gehörte von 1793 bis 1801 zum District Bourmont, zudem von 1793 bis 1801 zum Kanton Meuvy und von 1801 bis 2015 zum Kanton Clefmont.

## Bevölkerungsentwicklung
| Jahr                       | 1962 | 1968 | 1975 | 1982 | 1990 | 1999 | 2006 | 2012 | 2019 |
| Einwohner                  | 132  | 121  | 93   | 70   | 74   | 78   | 77   | 71   | 63   |
| Quellen: Cassini und INSEE |      |      |      |      |      |      |      |      |      |

## Sehenswürdigkeiten
- Kirche Saint-Barthélemy, erbaut 1872/73
- Lavoir (ehemaliges Waschhaus) im Dorfzentrum